# Greene–Marston House
Das Greene–Marston House (auch häufig Termite Hall benannt) ist ein historisches Wohngebäude in Mobile im US-Bundesstaat Alabama. Es wurde am 11. Januar 1983 in das National Register of Historic Places aufgenommen.

## Geschichte
Das Haus wurde ursprünglich um 1851 als eineinhalbgeschossiges Cottage für die Familie Greene errichtet. 1903 wurde es von Martin Van Heuval zu einem viel größeren zweieinhalbgeschossigen spätviktorianischen Gebäude mit dem ursprünglichen Bau als Seitenflügel entwickelt. Das Gebäude wurde 1910 von William Syson umgebaut.
1919 wurde das Haus von Regina DeMouy Rapier gekauft, nachdem DeMouys Wohnung durch Brand zerstört worden war. Damals lebten mehrere Angehörige der Familien DeMouy, Rapier und Marston im Haus. Das Haus erhielt den Namen „Termite Hall“ nach einem Unglück am Anfang des 20. Jahrhunderts. Eines Abends saßen die Schwester Adelaide und Eleanor Marston auf einem Balkongitter, das vor ihren Augen zerbrach, als sie aufstanden. Später wurde festgestellt, dass das Gitter von Termiten befallen war.
Später war das Haus als lokaler literarischer Treffpunkt bekannt. 1941 gründete Adelaide Caroline Marston Trigg in Mobile den Buchhandel „The Haunted Book Shop“, der Autoren wie Harper Lee, Thomas Mann, Eugene Walter und William March anzog. Später verkaufte Marston Trigge ihre Beteiligung an The Haunted Book Shop und gründete in Termite Hall den Far Corners Book Search.
Die Schwester Adelaide und Eleanor waren mit Eugen Walter eng befreundet. Der Autor, Dichter, Koch und Übersetzer war selbst mit Federico Fellini befreundet. Walter hat mehrmals mit ihnen gelebt und schrieb 1982 ein nach dem Haus benanntes Kochbuch namens Delectable Dishes From Termite Hall. Adelaide Trigg starb 2008 mit 99 Jahren. Der Roman „Hope of Rising Again“ von ihrer Enkeltochter spielt in Termite Hall. Das Haus gehört noch heute Mitgliedern der Familie Marston-Trigg.
Am 11. Januar 1983 wurde das Gebäude wegen seiner architektonischen Bedeutung in das National Register of Historic Places aufgenommen.